# Институт энергетических исследований РАН
Институт энергетических исследований Российской академии наук (ИНЭИ РАН)  — это крупный научный центр, занимающийся фундаментальными и прикладными исследованиями по научному обоснованию энергетической политики и прогнозированию развития энергетики России, государств СНГ и мировых энергетических рынков.

## История
Дата основания института: 01.07.1985 г.
Институт энергетических исследований был создан для выполнения фундаментальных исследований в рамках разработки и реализации энергетической политики страны. Первым директором ИНЭИ АН СССР стал академик АН СССР Лев Александрович Мелентьев. С 1986 по 2013 год директором был  академик РАН Алексей Александрович Макаров.

## Организационная структура
Возглавляет институт академик РАН Филиппов Сергей Петрович.
В организационной структуре ИНЭИ преобладает матричный принцип функционирования, что обеспечивает гибкость взаимодействия научных лабораторий и сотрудников Института. В настоящее время можно выделить 8 научных подразделений:
— Лаборатория исследований взаимосвязей экономики и энергетики
— Лаборатория научных основ регулирования и развития электроэнергетических и теплоснабжающих систем
— Лаборатория научных основ совершенствования энергопотребления и энергосбережения
— Лаборатория методологии разработки энергетической политики
— Лаборатория моделирования конъюнктуры энергетических рынков
— Лаборатория научных основ регулирования и развития угольной промышленности
— Лаборатория научных основ регулирования и развития систем газо- и нефтеснабжения
— Центр изучения мировых энергетических рынков
Всего в Институте работают около 80 человек, из них большая часть имеет высокую квалификацию от дипломированных специалистов, кандидатов экономических и технических наук до докторов, членов-корреспондентов РАН.

## Текущие исследования
Предметом исследований Института является широкий круг проблем развития производственной сферы энергетики (электроэнергетики, газовой, нефтяной, угольной промышленности и др.), повышение эффективности использования энергии и энергосбережения, формирование рыночных отношений в энергетическом хозяйстве с решением вопросов ценообразования, налоговой политики и законодательства в этой области, общие вопросы энергетической политики страны и др.
В соответствии с Уставом ИНЭИ РАН ведёт работы по следующим направлениям:
— Закономерности развития энергетики, теория и методы её системных исследований и прогнозирования
— Научные основы энергетической политики и механизмы её реализации
— Рациональные сферы и масштабы энергосбережения и механизмы реализации энергосберегающей политики с учётом экологической составляющей
— Приоритеты научно-технической политики в энергетике
— Рациональные механизмы регулирования развития энергетики в рыночных условиях, включая принципиальные положения законодательства, ценовой, налоговой и инвестиционной политики в энергетике, организацию (модели) энергетических рынков
— Научные основы развития электроэнергетики и теплоэнергетики
— Научные основы развития угольной промышленности
Институт участвует в разработке практически всех концептуальных государственных программ развития энергетики и активно взаимодействует с правительственными органами, крупными отечественными и зарубежными компаниями и научно-исследовательскими организациями.
Основным инструментом исследований ИНЭИ является постоянно развивающийся комплекс математических моделей, базирующийся на уникальной базе данных и современных компьютерных технологиях.

### Прогнозы мировой энергетики
С 2012 года ИНЭИ РАН совместно с  правительственным Аналитическим центром (АЦ) ежегодно издаёт «Прогноз развития энергетики мира и России до 2040 года». Эти прогнозы сравнивают с публикациями Международного энергетического агентства (МЭА) и Energy Information Administration (EIA).